# Eurographics (Vereinigung)

Logo von Eurographics

Eurographics (European Association for Computer Graphics) ist eine europäische Vereinigung von Forschern und Geschäftspersonen im Bereich Computergrafik.
Die 1980 gegründete Organisation veranstaltet jedes Jahr in einer anderen europäischen Stadt eine gleichnamige Computergrafik-Tagung. Außerdem gibt sie vierteljährlich die Fachzeitschrift Computer Graphics Forum (ISSN 0167-7055) heraus, in der auch die Proceedings der Eurographics-Tagung veröffentlicht werden.